# 割り箸

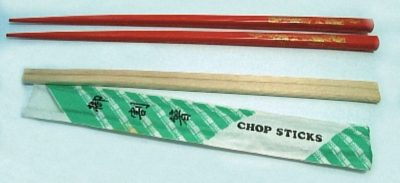
箸（上は木の塗り箸、下は割り箸の一種、元禄箸）

割り箸、割箸（わりばし）とは、割れ目を入れてあり、使うときに二つに割る日本の箸。
材質は木もしくは竹が多く、紙袋に封入されていることも多い。
日本の木の文化と共に開発された箸であり、来客用、営業用として使われるハレとケの兼用の箸である。祝い事や神事は「ハレ（晴れ）の箸」、家庭用や普段使うのは「ケの箸」、この両方を兼ね備えているのが割り箸である。割り箸を割ることには祝事や神事などにおいて「事を始める」という意味があり、その際には真新しい割り箸が用意されてきた。
かつて割り箸は「一度の使用で使い捨てられるから森林を破壊する」と批判されたが、「木材を無駄なく使う木工品だから環境負荷が少ない」と評価が変わった。2023年時点ではプラスチック製よりも環境的なカトラリーであることから、日本国外の割り箸市場が成長している。需要が右肩上がりであり、欧米人でもスプーンやフォークなど共に使うカトラリーになっている。2022年時点で世界の割り箸の市場規模は181億ドル（約2兆4000億円）に達し、2023年から2028年までに5.30%の成長率が見込まれており、268億5000万ドル（約3兆000億円）に達すると予測されている。

## 歴史
割り箸は江戸時代の「割りかけ箸」や「引き裂き箸」と呼ばれる竹製の箸を起源にしている。1709年（宝永六年）に書かれた出納簿のなかに「杦（すぎ）はし」「はし」と並んで「わりばし」が記載されている。1800年（寛政12年）頃とする説もある。江戸時代後半の記録としてはこのほか、十返舎一九『青楼松之裡』で割箸を知らない「田舎者」が一本では箸の用をなさないと文句を言う場面があるほか、『守貞謾稿』で文政期の習慣として鰻飯には「引裂箸」を添えると記している。
ただし箸の生産が生業として始められたのは大和下市（奈良県下市町）でのことである。奈良県下市町は江戸時代の寛政年間以来、吉野杉で作られる樽の余材を利用した割り箸を産物としており「わりばしの発祥の地」を標榜している。その製法を提案したのは、1862年に訪れた巡礼僧の杉原宗庵であると伝わっている（ただし同年は既に幕末であり、上記の割り箸について記した諸書よりも後代である）。下市には吉野杉箸神社があり、箸の日（8月4日）に規格外の割り箸を焚き上げて山や木に感謝する神事「箸祭り」を行なっている。

## 特徴
割り箸には次のような特徴がある。
割裂性
割り箸は竹や杉の割裂性を利用して作られてきた。
清潔性
割られる前の割り箸はまだ使われていないことを示しており安心感を与える。
機能性
割り箸は使い捨てで飲食店での時間と労力の節約となる。ただし廃棄物の増加などの問題がある。
鑑賞性
割り箸は木の柾目など自然の素材を生かしたもので鑑賞性を持つ。

## 形式

### 種類
割り箸の形状は明治から大正期にかけて「丁六」「小判」「元禄」「利久」「天削」の5種類が考案された。材の柾⽬を重視する「天削」と「利休」が⾼級箸、これ以外の「元禄」、「⼩判」「丁六」が中級・⼤衆⽤箸とされる。
丁六
頭部は長方形で中溝も四方の面取りもされていない最も基本的な割り箸。明治10年に奈良県吉野郡の寺子屋教師であった島本忠雄によって考案された。大衆に親しまれるようにと江戸時代に一般庶民が使用した丁銀（丁六）に因んで名づけられた。
小判
四方の角を落した形状の割り箸。頭部から断面を見ると小判型をしている。中溝は彫られておらず、丁六と元禄の中間に位置するような形状をしている。
元禄
四方の角を切り落とし割れ目にも溝を入れた割り箸。正式名称は「元禄小判」。明治30年代に大和下市（奈良県下市町）で考案された。箸の先の断面を見ると、八角形が 2つ並んでいるように見える。
利久
千利休が考案したとされる利休箸の小割の工程をもとに、これに割れ目、中溝を付け、さらに両端を削った割り箸。明治末期に大和下市の小間治三郎が考案した。二本合わせると真中が最も太く両端になるに従って細くなる。この形式の割り箸は二本がくっつくと一対の形になることから「夫婦利休」ともいう。箸業界では縁起を担いで「利久箸」とあてた。
天削（てんそげ）
天部分を鋭角に削ぎ落した形状をした割り箸。大正5年に考案された。わずかに先細、角取、溝付などの加工を施す。杉の柾目を正面にした「杉柾天削」は最高級品とされる。
表面は一般に無地であるが、レーザーで文様を焼き付けた割り箸もある。

### 長さ
寸を用いて基本的に4種類。割り箸の独特の慣習で実際は1寸（約3cm）短い寸法となる。
- 6寸（約16.5cm）、7寸（約18cm）、8寸（約21cm）、9寸（約24cm）

6寸には「丁度六寸」の丁六箸の意味もある。8寸は末広がりの縁起「八」を兼ねて祝い事（ハレの箸）に多く使用される。

### 箸袋・箸帯・箸飾り
割り箸は紙でできた袋（箸袋、箸包）に入っていることが多い。1916年（大正5年）に大阪の藤村という職工が駅弁用に袋に入れた箸を衛生割箸として意匠登録したことに始まる。
箸袋に「おてもと」と書いてあることがあるが、これは「手もとに置く箸」という意味の「お手もと箸」が省略されたものである。
日本料理店等では通常の箸袋ではなく箸帯（割り箸の中央部を巻きつけるもの）や箸飾り（割り箸の先端を通しておくもの）を用いているところもある。

## 素材

### 木材
高級箸にはスギ、ヒノキ、トドマツ、エゾマツ、スプルース等の針葉樹が用いられる。加工では、針葉樹の丸太を「みかん割り」にして作られる。針葉樹の柾目面が表面に現れ、板目面が割れる面となり、年輪境界で割れるためまっすぐに割ることができる。特に吉野杉の割り箸は最⾼級品とされている。
一方、中級・大衆用箸にはシラカバ、シナノキ、ポプラといった⽩⾊で加⼯しやすい広葉樹が用いられる。加工では、広葉樹の丸太を「かつら剥ぎ」にして作られる。広葉樹は針葉樹に⽐べて年輪が明確でなく、繊維の通直性のよくない板目面が箸の表面に現れるため、針葉樹と比較するとまっすぐに割れにくい。
以下で各樹種について述べる。
- スギ（杉） - 縦に裂けやすく香りがよい[8]。
- エゾマツ - 表面に光沢があり、割れがよい[8]。
- ヒノキ（桧） - 感触や香りがよく、割れがよい[8]。
- シラカバ（白樺） - 樹液が多いため建築資材としては用いられておらず、煮沸により樹液を取り除いて割り箸の材料としている[8]。
- アスペン（白楊） - 柔らかくねじれを伴うことが多いため建材には用いられず、マッチの軸や割り箸の材料となっている[8]。
- ヤナギ（柳） - 材が緻密で正月の祝箸（丸箸）として伝統的に使用されてきた[8]。

### 竹材
先述のように、割り箸の起源となった江戸時代の「割りかけ箸」や「引き裂き箸」は竹製であった。
強度があり、油をはじく特徴がある。難点は吸湿性がありカビを発生させやすく特有の虫がつきやすいことである。そのため生産段階で十分に乾燥させてカビ発生を防ぐ場合と薬品で処理する場合がある。前者の場合は、乾燥させて湿度を完全にとり完全に包装する。後者は次亜塩素酸などを用いるもので、竹串など竹製品の防かび処理に用いられている。
日本では熊本県が竹割り箸の産地で、多い業者では1989年に年5000万膳を生産していたが、1998年頃から輸入割り箸が増加したために2001年にすべての業者が業務を終了した。山口県の豊浦地方では多くの農家が廃竹材を利用した割り箸製造を行っていた。
日本では竹割り箸だけでなく竹箸そのものの国産品が減少している。一方で放置竹林の竹林整備の際に出た伐採竹を割り箸に加工して販売している業者もある。

### プラスチック

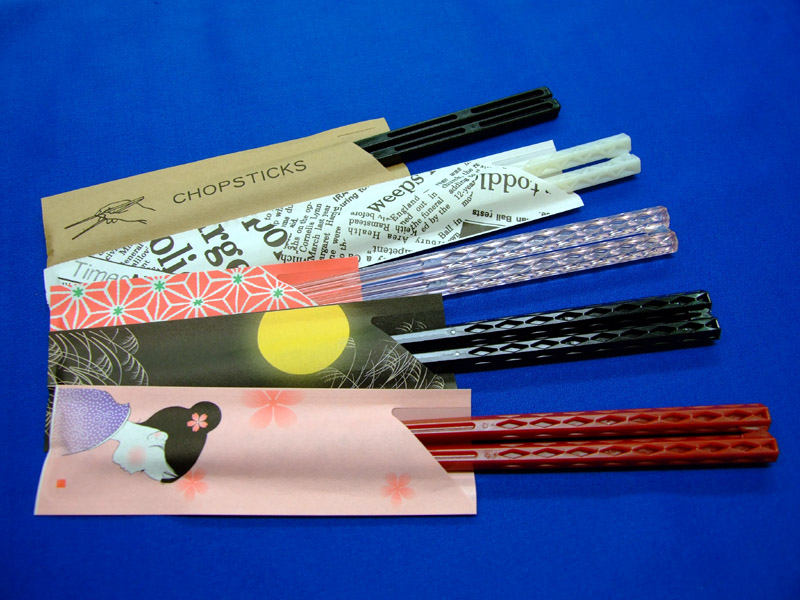
再生を目的としたプラスチック割り箸

中国の輸出規制に伴う木製箸の代替品として開発された、プラスチック製の再生利用型割り箸。素材の特性として滑りやすいため、麺や豆をつかみやすいよう先端部分に多数の溝加工がされている。

## 生産
日本の伝統的な割り箸生産ではヒノキやスギの間伐材や柱などの建築材の端材を加工して割り箸を製造している。主産地は奈良県吉野郡下市町であるが、割り箸専門の工房は数軒となっている。2020年代半ばには国産の割り箸の7割が吉野地方で生産され、下市町周辺の自治体を合わせても生産者は70軒くらいとされる。高齢化が進んでおり特にコロナ禍で廃業した生産者も多い。
日本国外では、白樺、アスペン、エゾマツなどの原木をロータリーで薄く剥き、箸の形に刻んで製造している。
2006年（平成18年）には中国が森林保護として割り箸輸出を止めると発表した。これを受けて日本の外食産業ではプラスチック箸への転換を進めた。結局、輸出は停止されなかったが、プラスチック箸に変わった業界は元に戻さなかったため需要は急速に低下した。中国やベトナムでは竹製の割り箸生産が増えている。
欧米では脱プラスチックの観点から紙や木製のカトラリーが代替品として取り扱われるようになり、割り箸も注目されるようになった。また、世界的には和食以外でも割り箸を提供する店が増えるなど割り箸需要は増加している。

## 諸問題

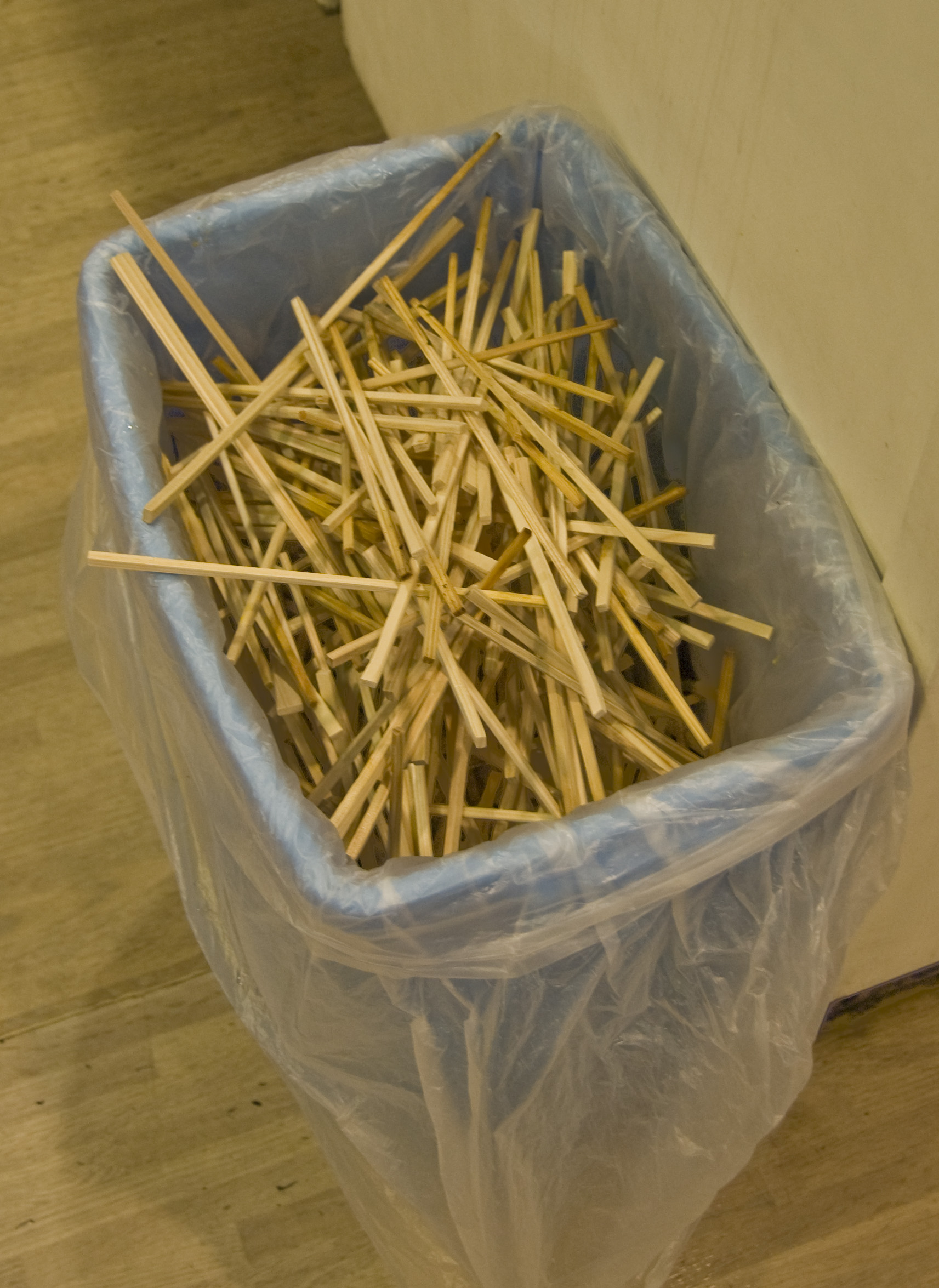
ゴミ箱に捨てられた割り箸。かつては割り箸の大量消費は環境問題にも繋がると主張されていた。

日本での割り箸の消費量は年間およそ250億膳で、その9割以上が輸入である。2006年、日本で使用された割り箸の98%は輸入品であり、その内99%は中華人民共和国からの輸入品であった。なお、中国国内では年間300億膳の割り箸が消費されている
割り箸は、使い捨ての象徴としてしばしば批判の対象とされていた
しかし、国内産の割り箸については、割り箸製造のために伐採されたものではなく、建築用材の端材や残材あるいは間伐材から製造されたものである。日本での割り箸生産は明治時代に樽を製造する際にスギの端材を有効利用して製造されたことに始まっている。林野庁は2005年度から「木づかい運動」をスタートさせており、森林の放置による木々の密集によって森林環境が悪化するのを防ぐ間伐などを行い、CO2を十分に吸収できる森林の形成と国産材の積極的利用を通じた山村活性化を進めている。
割り箸に限らず、間伐材を有効利用することは、資金を山に還元することにつながることから、山村の活性化や森林整備の促進というメリットも挙げられている。コンビニエンスストアや外食チェーン店では、日本産の端材や間伐材への転換を進めている企業もある。奈良県吉野地方の割り箸業界では、数百年にわたり森を育て、材木に使わない残りを割り箸に加工し、削り屑を燃やして乾燥に使う割り箸生産は持続可能な開発目標（SDGs）の趣旨に合うと主張している。
一方、輸入品の多くは、割り箸などを安価に製造するために間伐材ではなく皆伐方式（丸太ごと利用）で伐採されているため、森林の破壊や減少、使用後の箸の焼却による二酸化炭素(CO2)の排出など、環境問題への影響があると主張された。しかし、日本の国内産が間伐材や端材を用いているように、輸入品も建材にならないような樹種の木や竹を利用しているという指摘がある。また、中国は世界第二位の合板輸出国であるが、割り箸の木材消費量は全体の約0.16%で、さらに、日本に輸出され使われる割り箸はその半分以下であることから、伐採による森林減少の元凶は他の木材製品であるとする指摘もある。
林野庁のウェブページ「こども森林館」では「割り箸を使用する私たちも、大量生産・大量消費を見直し、バランスのとれた循環型社会に向けて取り組む必要があるのではないでしょうか」としている。
2023年にはプラスチックより環境的なカトラリーとして欧米人に評価されている。

### 安全性
日本では、輸入割りばしについて、1994年（平成6年）に防かび剤のオルトフェニルフェノール、2002年には漂白剤の亜硫酸の残存が確認された。そのため2007年（平成19年）に厚生労働省によって「 割箸に係る監視指導について」が通達され、適正な管理が求められることとなった。

### 代替品への転換
日本では、外食時にも割り箸を使わず、自前の「マイ箸」を使う運動を進めている団体もある。また、韓国では自国の文化の保護とCO2排出量の抑制を目的として、割り箸に多額の税金を課しているため、ほとんどの飲食店では鉄箸を洗って繰り返し使用している。
木製の割箸から竹製の割り箸への転換も進んでいる。竹は3年余で成長し再生が早く、また、竹製の割り箸には折れにくく美しく割れるといった利点もある。竹製割箸の欠点はカビや虫食いが生じやすい点である。輸入割りばし特に中国産竹製割箸での二酸化硫黄及び亜硫酸塩類・防かび剤の使用が問題となり、日本でも亜硫酸塩類は漂白剤や保存料、酸化防止剤として様々な食品に使用されている食品添加物である。厚生労働省はこの問題を受けて2003年以降、二酸化硫黄及び亜硫酸塩類の溶出限度値の引き下げと試験方法の見直しを行った。

### リサイクル
割り箸をコピー用紙などの紙製品へリサイクルする活動に取り組んでいる企業もある。